# Congresso Nazionale del Popolo (partito politico guyanese)
Il Congresso Nazionale del Popolo (in inglese: People's National Congress - PNC) è un partito politico guyanese di orientamento socialdemocratico fondato nel 1957.
È il principale soggetto politico dello schieramento rappresentato dall'Associazione per l'Unità Nazionale (A Partnership for National Unity - APNU).

## Risultati
| Elezione          | Voti    | %     | Seggi   |
| ----------------- | ------- | ----- | ------- |
| Parlamentari 2011 | 139.678 | 40,81 | 26 / 65 |
| Parlamentari 2015 | 207.201 | 50,30 | 33 / 65 |
| Parlamentari 2020 | 236.928 | 49,82 |         |